# Atractus taeniatus
Atractus taeniatus là một loài rắn trong họ Colubridae. Loài này được Griffin mô tả khoa học đầu tiên năm 1916.